# Port Henderson
Port Henderson (Schots-Gaelisch: Portaigil) is een dorp op de zuidwestelijke oever van Loch Gairloch in de buurt van Gairloch in de Schotse lieutenancy Ross and Cromarty in het raadsgebied Highland.